# Liste der Baudenkmäler in Altenthann
Auf dieser Seite sind die Baudenkmäler in der Oberpfälzer Gemeinde Altenthann zusammengestellt. Diese Tabelle ist eine Teilliste der Liste der Baudenkmäler in Bayern. Grundlage ist die Bayerische Denkmalliste, die auf Basis des Bayerischen Denkmalschutzgesetzes vom 1. Oktober 1973 erstmals erstellt wurde und seither durch das Bayerische Landesamt für Denkmalpflege geführt wird. Die folgenden Angaben ersetzen nicht die rechtsverbindliche Auskunft der Denkmalschutzbehörde.
 Die Liste gibt den Fortschreibungsstand vom 14. Juni 2024 wieder und umfasst siebzehn Baudenkmäler.

## Baudenkmäler nach Gemeindeteilen

### Altenthann
| Lage                                        | Objekt                                      | Beschreibung | Akten-Nr.             | Bild                  |
| ------------------------------------------- | ------------------------------------------- | --- | --------------------- | --------------------- |
| Adlmannsteiner Weg (Standort)               | Marterl                                     | Viernageltypus mit Maria, Gusseisen auf Granitpfeiler, bezeichnet „1868“. | D-3-75-114-8 Wikidata | BW                    |
| Am Kirchbuckl 2; Am Kirchbuckl 4 (Standort) | Katholische Pfarrkirche St. Nikolaus        | Saalkirche mit eingezogenem Chor und linkem Seitenschiff, 1905 von Heinrich Hauberrisser, unter Einbeziehung des Vorgängerbaus von 1860 mit Westturm und Apsis; mit Ausstattung; Kriegerdenkmal, am Kircheneingang eingelassene Tafeln, Glasmosaiken, 1920; Teilstück der alten Friedhofsmauer, Bruchstein, verputzt, wohl um 1712. | D-3-75-114-1 Wikidata | weitere Bilder        |
| Angerweg 1 (Standort)                       | Ehemaliges Kutscherhaus                     | Zweigeschossiger Walmdachbau (eine Walmhälfte abgetragen), 18. Jahrhundert. | D-3-75-114-3 Wikidata | BW                    |
| Hellacker (Standort)                        | Wegkapelle                                  | Giebelständiger Satteldachbau mit Pilastergliederung, frühes 19. Jahrhundert. | D-3-75-114-9 Wikidata | BW                    |
| Ringstraße 5 (Standort)                     | Ehemaliger Pfarrhof, vormals Hofmarkschloss | Zweigeschossiger Mansardwalmdachbau mit geohrtem Sandsteinportal und seitlichem Torbogen, nach Brand 1782 wiederhergestellt und aufgestockt, Keller und Erdgeschoss wohl noch 17. Jahrhundert, Obergeschoss und Dach 1783/84 (dendrochronologisch datiert); ehemaliger Holz- und Streuschuppen des Pfarrhofs, Holzständerkonstruktion mit Satteldach und Holzlattung, Rückwand und Sockel aus Mischmauerwerk, um 1850 (dendrochronologisch datiert), im Kern 1806; Hofmauer und Hoftor mit dorischer Säulenordnung und Dreiecksgiebel, wohl 1783/84 erneuert. | D-3-75-114-4 Wikidata | weitere Bilder        |
| Ringstraße 6 (Standort)                     | Gasthaus                                    | Zweigeschossiger und traufständiger Halbwalmdachbau mit Überstand und südlicher Mansarde, 18./19. Jahrhundert. | D-3-75-114-5 Wikidata | Gasthaus              |
| Ringstraße 20 (Standort)                    | Hausfigur St. Stephan                       | Spätgotisch, um 1500. | D-3-75-114-6 Wikidata | Hausfigur St. Stephan |
| Nähe Vorwaldstraße (Standort)               | Figur des heiligen Johannes Nepomuk         | Mit Engeln auf Inschriftsockel, spätbarock, bezeichnet mit „1762“. | D-3-75-114-7 Wikidata | BW                    |

### Aschenbrennermarter
| Lage                                                                                               | Objekt                                                                                     | Beschreibung | Akten-Nr.              | Bild |
| -------------------------------------------------------------------------------------------------- | ------------------------------------------------------------------------------------------ | --- | ---------------------- | ---- |
| Aschenbrennermarter 1; Hochbrand; in Scherbatzen; Scherbatzen 1; in Aschenbrennermarter (Standort) | Jagdhütte                                                                                  | Mehrteilige Jagdhauskolonie im Landhausstil, 1893–99, wohl nach Plänen von Max Schultze für Fürst Albert I. von Thurn und Taxis; mit Ausstattung; sogenannte Hütte, zweigeschossiger und gestelzter Satteldachbau auf Natursteinsockel, mit Dachüberstand, Treppenaufgängen, Schrot und Verschindelung, 1893; Kapelle, Saalbau mit abgewalmtem Satteldach auf Natursteinsockel mit Verschindelung und verblechtem Dachreiter mit Zwiebelhaube, 1894/95, 1897 durch aufgeständerten und geschlossenen Gang mit der Hütte verbunden; Kavaliersbau, eingeschossiger Satteldachbau mit Zwerchhaus, verbrettertem Kniestock, Verschindelung und Eckveranda, 1894/85; Kegelbahngebäude, ein- bis zweigeschossiger gegliederter Satteldachbau auf Natursteinsockel, mit Eckpavillons, Zwerchdächern, Erker und verschindeltem Oberbau, 1894/95; Speisesaalgebäude, eingeschossiger und verschindelter Satteldachbau mit Eckpavillons und Zwerchdächern, 1897; Prinzenbau, zweigeschossiger und winkelförmiger, verschindelter Satteldachbau mit verbrettertem Kniestock, Flacherker und Balkon, 1899; Küchenbau, eingeschossiger, verbretterter und verschindelter Satteldachbau mit Zwerchflügel und Kniestock, 1893, Anbau 1898; Holzremise, eingeschossiger und verbretterter Ständerbau mit Satteldach, 1890; Eishaus, eingeschossiger und verbretterter Ständerbau mit Pultdachanbau, 1902, darunter ehemaliger Eiskeller von 1895; Trafostation, eingeschossiger Satteldachbau mit Verschindelung, 1900; Wurzgarten, um 1900; Jagdstein, Reliefstein auf Natursteinsockel, um 1900. | D-3-75-114-10 Wikidata | BW   |
| Aschenbrennermarter 1; in Aschenbrennermarter (Standort)                                           | Forstwirtschaftliche Ansiedlung, später Teil der fürstlich Thurn und Taxis’schen Jagdhütte | Forsthaus, eingeschossiger Halbwalmdachbau mit traufseitigem Dachüberstand, vor 1861; ehemalige Wagenremise, eingeschossiger Satteldachbau mit Schindeldeckung, verbretterte Ständerkonstruktion auf Steinsockel, 1903, 1922 Umbau zur Garage; ehemaliges Stallgebäude mit Wohnungen, eingeschossiger Satteldachbau mit zweigeschossigen Zwerchgiebelrisaliten, Dachüberstand, Verschindelung und profiliertem Holzgesims, 1896, 1961 Umbau zur Garagenhalle; Wasch- und Backhaus, Satteldachbau mit schmalerem Anbau, 1886; Wohnhaus, ehemaliges altes Stallgebäude, eingeschossiger Satteldachbau, vor 1900, angebauter Holzschuppen, 1903; Wohngebäude mit Kuhstall, eingeschossiger verbretterter Holzständerbau mit Satteldach, Stall teilweise massiv, um 1896; Holzschupfen, verbretterter Ständerbau mit Satteldach, 1885; Kantine, eingeschossiger verbretterter Ständerbau auf Natursteinsockel, mit Satteldach, Kniestock und Pultdachanbau, vor 1898. | D-3-75-114-20 Wikidata | BW   |

### Forstmühle
| Lage                   | Objekt                     | Beschreibung | Akten-Nr.              | Bild |
| ---------------------- | -------------------------- | --- | ---------------------- | ---- |
| Hauptstraße (Standort) | Wegkreuz mit Dreipassenden | Kruzifixus im Dreinageltypus und Arma Christi, auf Inschriftsockel und Granitblock, Sandstein, Rokoko, bezeichnet mit „1771“. | D-3-75-114-11 Wikidata | BW   |

### Gottesberg
| Lage                                   | Objekt     | Beschreibung                                                                   | Akten-Nr.              | Bild |
| -------------------------------------- | ---------- | ------------------------------------------------------------------------------ | ---------------------- | ---- |
| Gottesberg 6; Gottesberg 12 (Standort) | Hofkapelle | Giebelständiger Satteldachbau mit Rundbogennische, 19. Jahrhundert.            | D-3-75-114-13 Wikidata | BW   |
| In Gottesberg (Standort)               | Wegkapelle | Giebelständiger Satteldachbau mit korbbogigem Eingang, Anfang 19. Jahrhundert. | D-3-75-114-12 Wikidata | BW   |

### Gsellmühle
| Lage                    | Objekt     | Beschreibung | Akten-Nr.              | Bild           |
| ----------------------- | ---------- | --- | ---------------------- | -------------- |
| Gsellmühle 1 (Standort) | Wegkapelle | Giebelständiger Satteldachbau mit Überstand, segmentbogigem Eingang und Putzgliederungen, 18. Jahrhundert; mit Ausstattung. | D-3-75-114-14 Wikidata | weitere Bilder |

### Heuweg
| Lage                | Objekt                            | Beschreibung                                                                                | Akten-Nr.              | Bild                              |
| ------------------- | --------------------------------- | ------------------------------------------------------------------------------------------- | ---------------------- | --------------------------------- |
| Heuweg 2 (Standort) | Katholische Nebenkirche Herz-Jesu | Giebelständiger Satteldachbau mit eingezogener Apsis und Dachreiter mit Zwiebelhaube, 1925. | D-3-75-114-15 Wikidata | Katholische Nebenkirche Herz-Jesu |

### Roidhof
| Lage                 | Objekt     | Beschreibung                                                                      | Akten-Nr.              | Bild |
| -------------------- | ---------- | --------------------------------------------------------------------------------- | ---------------------- | ---- |
| Roidhof 1 (Standort) | Wegkapelle | Giebelständiger Satteldachbau mit Vorplatz und Putzgliederungen, 18. Jahrhundert. | D-3-75-114-17 Wikidata | BW   |

### Ziegelhaus
| Lage                       | Objekt     | Beschreibung                                                                                          | Akten-Nr.              | Bild |
| -------------------------- | ---------- | --- | ---------------------- | ---- |
| Flur Ziegelhaus (Standort) | Wegkapelle | Giebelständiger Satteldachbau mit rundbogigem Eingang und profiliertem Gesims, bezeichnet mit „1848“. | D-3-75-114-18 Wikidata | BW   |